# 32 Dywizja Strzelecka (ZSRR)
32 Dywizja Strzelecka (ros. 32-я стрелковая дивизия) – związek taktyczny piechoty Armii Czerwonej.

## Historia
W czerwcu 1941 roku w składzie 39 Korpusu Strzeleckiego, 25 Armii Dalekowschodniej – dowódca Siergiej Biriuzow
Do października 1941 roku stacjonowała na Dalekim Wschodzie. Dowodził nią płk. Połosuchin. 11 października 1941 roku weszła w skład utworzonej 15 Armii, broniącej kierunku możajskiego na przedpolach Moskwy.
10 października zaczęły przybywać do Możajska pierwsze transporty wiozące pododdziały 32. Dywizji Piechoty z Syberii. W przeciwieństwie do większości radzieckich dywizji w październiku 1941 32. Dywizja Piechoty była jednostką o pełnych stanach osobowych, posiadającą 15000 dobrze przeszkolonych żołnierzy. Chociaż przybywała partiami, co trwało ponad tydzień, była z pewnością najmocniejszą jednostką rozmieszczoną pomiędzy Niemcami a Moskwą. Do 13 października Leluszenko mógł skierować dwa pułki z jej składu, aby obsadziły ufortyfikowane pozycje wokół Borodino i Jelni, niedługo przed przybyciem niemieckich straży przednich. Samoloty Luftwaffe dostrzegły dotarcie 32 Dywizji Strzeleckiej, w związku z czym Hausser był przygotowany do przeprowadzenia – siłami, jakimi dysponował – przemyślanego szturmu na Linię Możajską, zanim przybędzie więcej radzieckich posiłków. Poza głównym natarciem wzdłuż szosy Mińsk-Moskwa niemiecki pościg zdobywał teren na szerokim froncie. Większość opisów kampanii moskiewskiej przedstawia okres po pierwszych opadach śniegu od 7 października aż do 15 listopada – tak zwaną rasputicę lub okres błotny – jako czas, kiedy niemieckie siły były praktycznie unieruchomione, co nie jest zgodne z prawdą . Po tym, jak centralna część radzieckiej linii obrony stanęła przed Niemcami otworem i XXXX oraz XXXXVI Korpus Pancerny zrobiły zwrot na północ, by okrążyć Wiaźmę.
Wyrazem uznania dla bohaterstwa żołnierzy dywizji, w tych i następnych walkach, było przyznanie jej tytułu 29 Dywizja Strzelecka Gwardii. 2 grudnia dywizja wykonała przeciwuderzenie, zadając spore straty niemieckiemu zgrupowaniu pod Akułowem, gdzie Niemcy stracili ok. 23 czołgów i musieli wycofać się do Gołowienki. 9 stycznia 1942 roku oddziały dywizji przełamały niemiecką obronę i zdobyły miejscowość Maurino.

## Struktura organizacyjna
- 17 Pułk Strzelecki
- 113 Pułk Strzelecki
- 322 Pułk Strzelecki
- 133 Pułk Artylerii
- 154 Pułk Artylerii
- dywizjon przeciwpancerny
- dywizjon artylerii przeciwlotniczej
- batalion rozpoznawczy
- batalion saperów
- inne służby